# Saint-Christoly-de-Blaye
Saint-Christoly-de-Blaye é uma comuna francesa na região administrativa da Nova Aquitânia, no departamento da Gironda. Estende-se por uma área de 28,02 km². Em 2010 a comuna tinha 1 969 habitantes (densidade: 70,3 hab./km²).